# East Brooklyn (Illinois)
East Brooklyn è un villaggio degli Stati Uniti d'America, situato nello Stato dell'Illinois, nella contea di Grundy.